# قانون العهد
قانون العهد أو كتاب العهد، هو الاسم الذي يطلقه الأكاديميون على نص يظهر في أسفار موسى الخمسة، في سفر الخروج 20:22 - 23:19؛ وهو النص الثاني من الشريعة التي أعطاها الرب لموسى على جبل سيناء، ويُعتبر مصدر للقانون اليهودي.
هناك دراسة ذات أهمية مستمرة هي دراسة ألبرشت ألت نُشرت في عام 1934 تحليلاً لقانون العهد. لا تزال هناك خلافات حول التفاصيل الدقيقة لقانون العهد ومعانيها.

## العلاقة مع الوصايا الطقسية
تتداخل بعض الوصايا في قانون العهد بشكل ملحوظ مع الوصايا في الوصايا الطقسية. اقترح روبرت فايفر أن قانون العهد هو توسع في الوصايا الطقسية. بينما ترى كارول مايرز أن سفر الخروج 34 يستعير بعض المواد من داخل قانون العهد.